# Ptichodis fasciata
Ptichodis fasciata là một loài bướm đêm trong họ Erebidae.